# Крок-о-сель
Крок-о-сель, крокосель (фр. croque-au-sel), а-ля крокосель (фр. à la croque-au-sel) — способ употребления молодых овощей (артишок, редис, бобы, помидоры, огурцы и др.) в пищу в натуральном, необработанном виде. Французское название à la croque-au-sel буквально означает «грызть с солью», что объясняется тем, что такие овощи едят с солью, без других приправ. Вместо этого минерала также иногда может применяться охлаждённое сливочное масло. По мнению некоторых поваров и многих гурманов, свои лучшие гастрономические качества такой деликатес, как свежие трюфели, приобретает при употреблении их в сыром виде, в частности, а ля крокосель. Кандидат филологических наук Жанна Кургузёнкова привела французские выражения la sauce fait passer le poisson (вариант перевода: с такой приправой съешь что угодно, буквально — соус лучше рыбы) и manger à la croque-au-sel (буквально есть в сыром виде с солью, то есть без какой-либо приправы) в качестве примера большого значения соусов для французской кухни. Крок-о-сель продаются в виде готовых наборов-ассорти. В российско-французских словарях слово крок-о-сель фигурирует с XVIII века.